# Gunnar Lindkvist
Gunnar Lindkvist (24 de agosto de 1916 - 27 de mayo de 1990) fue un actor teatral, cinematográfico, televisivo y de revista de nacionalidad sueca

## Biografía
Su nombre completo era Erik Gunnar Lindkvist, y nació en Estocolmo, Suecia, siendo sus padres Gustaf Gottfrid Lindqvist y Hulda Maria Albin. Se crio en Södermalm, en un hogar pobre. En sus inicios quería ser sacerdote, pero finalmente, en los años 1934–1935, estudió en la Viskadalens folkhögskola. Al mismo tiempo se involucró de modo activo con el movimiento juvenil del Partido Socialdemócrata Sueco. Trabajó en publicidad y como periodista en 1942–1950 en la revista de la Organización de la juventud social demócrata de Suecia Frihet, así como en el periódico Aftontidningen. Durante su tiempo en la política activa se le ofreció presentarse a gobernador (landshövding) de la provincia de Norrbotten.
A mediados de los años 1930 comenzó a actuar en revistas de aficionados y conoció a Carl-Gustaf Lindstedt. Con él y con Nils Ohlson, formó en 1942 el trío cómico Tre Knas. En 1946 los tres empezaron a trabajar en el Casinorevyn, actuando con éxito hasta el año 1952.
Lindkvist hizo un gran número de actuaciones cinematográficas, aunque todas ellas en papeles menores, especializándose en personajes secundarios tratados con humor.  Uno de sus personajes fue el abuelo Rudolf en el telefilm de Kjell Sundvall Vi hade i alla fall tur med vädret (1980). Lindkvist se sumó al elenco del Casino para reunirse de nuevo en el Teatro Intiman de Estocolmo en 1973, actuando en un montaje que, gracias a su éxito, se siguió representando hasta 1981, llevándose por última vez a escena en la sala Berns de la capital sueca. Además, trabajó extensamente en otros teatros privados, entre ellos el Teatro Oscar, el Vasateatern y el Maximteatern.
Gunnar Lindkvist falleció en Estocolmo en el año 1990. Fue enterrado el 12 de julio de 1990 en el Cementerio de la Adolf Fredriks kyrkan.

## Filmografía
- 1948 : Loffe som miljonär
- 1948 : Lilla Märta kommer tillbaka
- 1949 : Lattjo med Boccaccio
- 1950 : Stjärnsmäll i Frukostklubben
- 1950 : Loffe blir polis
- 1950 : Regementets ros
- 1950 : Påhittiga Johansson
- 1952 : Han glömde henne aldrig
- 1953 : Bror min och jag
- 1953 : Kungen av Dalarna
- 1954 : Åsa-Nisse på hal is
- 1954 : Aldrig med min kofot eller Drömtjuven
- 1954 : Sju svarta "Be-Hå"
- 1955 : Far och flyg
- 1955 : Bröderna Östermans bravader
- 1956 : Den hårda leken
- 1956 : Syndare i filmparadiset
- 1957 : Räkna med bråk
- 1957 : Nattens ljus
- 1957 : Klarar Bananen Biffen?
- 1958 : Jazzgossen
- 1959 : Bara en kypare
- 1959 : Guldgrävarna
- 1959 : 91:an Karlsson muckar (tror han)
- 1962 : Åsa-Nisse på Mallorca
- 1963 : Åsa-Nisse och tjocka släkten
- 1965 : Pang i bygget
- 1967 : Djungelboken
- 1967 : Gumman som blev liten som en tesked (TV)
- 1968 : Freddy klarar biffen
- 1969 : Bokhandlaren som slutade bada
- 1969 : Duett för kannibaler
- 1969 : Åsa-Nisse i rekordform
- 1970 : Rötmånad
- 1970 : Skräcken har 1000 ögon
- 1973 : Bröllopet
- 1974 : Engeln
- 1975 : Kom till Casino
- 1980 : Vi hade i alla fall tur med vädret
- 1981 : Babels hus (TV)
- 1981 : Olsson per sekund eller Det finns ingen anledning till oro
- 1981 : Varning för Jönssonligan
- 1982 : Amedée
- 1983 : Spanska flugan
- 1983 : Raskenstam
- 1983 : Henrietta
- 1985 : Dödspolare

## Teatro
- 1962 : Den tappre soldaten Svejk, de Karl Larsen, dirección de Åke Falck, Skansens friluftsteater[2]
- 1964 : Hur man lyckas i affärer utan att egentligen anstränga sig, de Frank Loesser, Abe Burrows, Jack Weinstock y Willie Gilbert, dirección de Folke Abenius, Teatro Oscar[3]
- 1965 : West Side Story, de Leonard Bernstein, Stephen Sondheim y Arthur Laurents, dirección de Rikki Septimus, Teatro Oscar[4][5]
- 1966 : Hello, Dolly!, de Michael Stewart y Jerry Herman, dirección de Sven Aage Larsen, Teatro Oscar[6]
- 1967 : La viuda alegre, de Franz Lehár, Victor Léon y Leo Stein, dirección de Mimi Pollak, Teatro Oscar[7]
- 1969 : Snark, de Spike Milligan, dirección de Thor Zackrisson, Maximteatern[8]
- 1969 : Ungkarlslyan, de Burt Bacharach, Hal David y Neil Simon, dirección de Ivo Cramér, Teatro Oscar[9]
- 1970 : Sé infiel y no mires con quién, de Ray Cooney y John Chapman, dirección de Hasse Ekman, Intiman[10]
- 1971 : Upp i smöret, de Terence Frisby, dirección de Isa Quensel, Intiman[11]
- 1971 : Gröna hissen, de Avery Hopwood, dirección de Isa Quensel, Maximteatern[12]
- 1981 : Spanska flugan, de Franz Arnold y Ernst Bach, dirección de Per Gerhard, Vasateatern[13]
- 1983 : Arsénico y encaje antiguo, de Joseph Kesselring, dirección de Lars Amble, Maximteatern[14]
- 1986 : Leva loppan, de Georges Feydeau, dirección de Pierre Fränckel, Vasateatern[15]